# Ablabera hirsuta
Ablabera hirsuta är en skalbaggsart som beskrevs av Blanchard 1850. Ablabera hirsuta ingår i släktet Ablabera och familjen Melolonthidae. Inga underarter finns listade i Catalogue of Life.